# Robert Grzywocz
Robert Franciszek Grzywocz  (ur. 1 maja 1932 w Świętochłowicach jako Oskar Franciszek Grzywocz, zm. 24 sierpnia 2018 w Łodzi) – polski piłkarz grający na pozycji pomocnika, dwukrotny reprezentant Polski.

## Przebieg kariery
Reprezentował kolejno: Kresy Chorzów (1945–1948), AKS Chorzów (1948–1952), Wawel Kraków (1953 i 1955–1956), Legię Warszawa (1953–1954) oraz ŁKS Łódź (1957–1958). Jako zawodnik ŁKS zdobył w 1957 Puchar Polski, a w 1958 mistrzostwo Polski. Laureat Złotych Butów (1958, razem z Edwardem Szymkowiakiem).
Po zakończeniu kariery piłkarskiej był instruktorem młodzieży w łódzkich klubach, m.in. w ŁKS oraz trenował Widzew. Mieszkał w Łodzi. Zmarł w wieku 86 lat.
| Mecze i gole w reprezentacji | Mecze i gole w reprezentacji | Mecze i gole w reprezentacji | Mecze i gole w reprezentacji | Mecze i gole w reprezentacji | Mecze i gole w reprezentacji | Mecze i gole w reprezentacji | Mecze i gole w reprezentacji |
| Lp.                          | Data                         | Miasto                       | Przeciwnik                   | Akcja                        | Wynik                        | Grał                         | Rozgrywki                    |
| ---------------------------- | ---------------------------- | ---------------------------- | ---------------------------- | ---------------------------- | ---------------------------- | ---------------------------- | ---------------------------- |
| 1.                           | 08.08.1954                   | Warszawa, Polska             | Bułgaria                     |                              | 2:2                          | 90'                          | towarzyski                   |
| 2.                           | 26.09.1954                   | Rostock, NRD                 | NRD                          |                              | 1:0                          | 77'                          | towarzyski                   |